# 西田祥吾
西田 祥吾（にしだ しょうご 1982年11月27日- ）は鹿児島県出身のフェンシング選手。
鹿児島県立鹿児島南高等学校、法政大学を卒業後、コーチ、所属先がない中トレーニングを続け、2008年2月にポルトガルワールドカップリスボン大会にて、2004年アテネオリンピック金メダリストのFISCHER(スイス)に準決勝で勝利、銀メダルを獲得し北京オリンピック出場を手繰り寄せる。
　その後2008年の北京オリンピックに出場権を獲得した。男子エペでの日本人選手の出場はバルセロナオリンピック以来16年ぶりのことであった(世界ランキングによる出場は初)。オリンピックでは初戦で敗れた。
北京オリンピック後、2009年4月にのNEXUS株式会社が新たに創設したフェンシングチームに所属することとなった。
2009年トルコ世界選手権の個人では優勝したAVDEEV(ロシア)を延長サドンデスまで追い込むも惜しくも敗れベスト16となった。
2010年アジア競技大会では個人と団体で銅メダルを獲得した。
2011年の世界選手権では個人でベスト32、団体で10位となった。
2012年4月、和歌山県で行われたロンドンオリンピック最終予選でベトナムのグエン・ティエン・ナットに13-15で敗れた。
2017年3月フェンシング日本代表男子エペチームのコーチに就任。
しかし2020年3月、息子の健康問題が判明し、帰郷。
2023年8月時点では鹿児島県立鹿児島南高等学校のコーチを務めている。